# Gos majorero
El Gos Majorero és una raça canina espanyola originària de l'illa de Fuerteventura, a les Illes Canàries, on se'l coneix de forma popular com a Gos Bardino. Tradicionalment s'ha utilitzat com a gos pastor i especialment com a gos guardià.

## Història

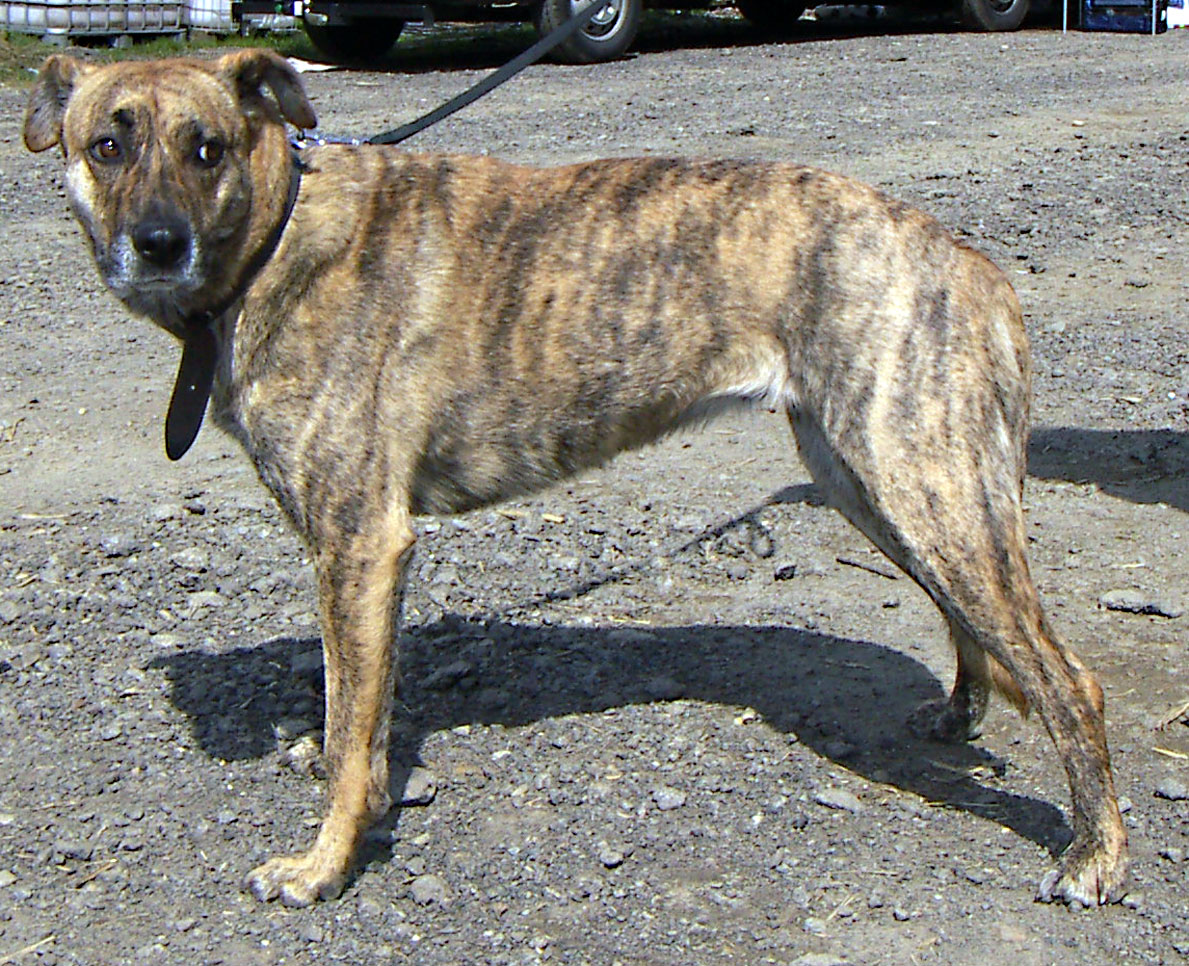
Gos majorero

El 1979 es va celebrar a Gran Tarajal, al municipi de Tuineje, la primera monogràfica de la raça aglutinant a criadors, experts i jutges, sent l'inici del procés per al reconeixement de la raça per part de la Reial Societat Canina d'Espanya, gràcies al treball de recuperació i difusió de la raça per part de la Societat Protectora del Bardino (S.P.B.) a Fuerteventura. No obstant això, no és fins al 14 d'abril de 1994 quan la Reial Societat Canina d'Espanya reconeix al Gos Majorero, com a raça canina autòctona.
Per diferents motius, entre altres l'abandó del sector primari, o la introducció de races canines foranes a l'illa, la raça majorera entra en un profund declivi, que la porta a la vora de la seva extinció. No existia cap pla específic de cria i selecció que canviés la destinació del Gos Bardino Majorero. També l'especulació existent havia minvat la qualitat racial. Per aquests motius, es funda l'"Associació per a la Conservació del Gos Majorero" (ACPM), que neix com a iniciativa de mans de criadors, propietaris i afeccionats, amb l'objectiu de salvaguardar i fomentar la supervivència del Gos Bardino Majorero. Alguns dels seus objectius, com començar a cimentar l'afició per aquesta raça canina de nou a l'illa de Fuerteventura, s'està aconseguint. L'ACPM ha posat en funcionament un pla de cria específic per la selecció i millora de Gossos Majoreros. Una de les seves línies de treball han estat les campanyes de cessió de cadells entre els seus socis i entre ramaders per repoblar l'illa d'exemplars de bona qualitat racial i de genealogia coneguda.